# Leptoscopidae
Leptoscopidae är en familj av fiskar. Leptoscopidae ingår i ordningen abborrartade fiskar (Perciformes). Enligt Catalogue of Life omfattar familjen Leptoscopidae 5 arter.
Arterna förekommer i havet kring Australien och Nya Zeeland. Typisk är ögon som ligger nära eller på huvudets ovansida. Vid läpparna finns små hårliknande utskott. Arterna har ett väl utvecklat sidolinjeorgan och fjäll på kroppen. Ryggfenan och analfenan är långsträckta. 
Släkten enligt Catalogue of Life:
- Crapatalus
- Leptoscopus
- Lesueurina